# Myonia cassandra
Myonia cassandra är en fjärilsart som beskrevs av Druce 1885. Myonia cassandra ingår i släktet Myonia och familjen tandspinnare. Inga underarter finns listade i Catalogue of Life.